# Fernand Maraval
Fernand Maraval, né le 20 avril 1927 à Montpellier où il est mort le 7 avril 2006, est un joueur de pétanque français.

## Clubs
- ?-? : Olympique de Montpellier (Hérault)
- ?-? : A-S Boucherie Montpellier (Hérault)
- ?-? : Boule La Paillade Montpellier (Hérault)

## Palmarès

### Séniors

#### Championnat du Monde
Champion du Monde
- Triplette 1959 (avec Marcel Marcou et François De Souza) :  Équipe de France [2]
- Triplette 1961 (avec Marcel Marcou et François De Souza) :  Équipe de France
- Triplette 1963 (avec Marcel Marcou et François De Souza) :  Équipe de France

#### Championnats de France
Finaliste
- Triplette 1959 (avec Marcel Marcou et François De Souza) Olympique de Montpellier